# Focke-Wulf Fw 44
Focke-Wulf Fw 44, также Stieglitz («щегол») — немецкий двухместный учебный самолёт 1930-х годов, разработанный компанией Focke-Wulf, и выпускавшийся также в других странах по лицензии.

## История
Прототип с двигателем Siemens & Halske Sh 14 совершил первый полёт в 1932 году. Внесённые в конструкцию многочисленные доработки определили высокую надёжность и примечательные лётно-технические характеристики машины.
Fw 44 принимал участие в многочисленных соревнованиях по высшему пилотажу, в частности, в Чемпионате мира 1934 года (Париж), 7-м и 8-м чемпионатах Германии (Штутгарт, 1935 и Мюнхен-Обервизенфельд, 1936), а также на берлинской Олимпиаде 1936 года (победитель граф Отто фон Хагенбург).
Кроме того, самолёт в качестве учебного числился в рядах военно-воздушных сил ряда стран Европы, Азии и Америки.

## Модификации
Fw 44A
прототип с двигателем Siemens & Halske Sh 14
Fw 44B
изменена хвостовая часть, фюзеляж удлинён с 6,60 до 7,29 м;
Fw 44C
двигатель Argus As 8, 1 экземпляр.
Fw 44D
После опытов с двигателем Аргус, вновь установлен Sh 14, внесены изменения, позволяющие использовать самолёт в качестве спортивного (в частности, установлены новые маслонасос и карбюратор). Мотор оснащён выпускным коллектором. Сиденья регулируемые по высоте, с углублением для парашюта, за ним крепился небольшой багажник из ткани. Предусмотрена возможность установки лыж. Серийный выпуск начался с 1934 года. Из-за большого количества заказов, самолёт модификации D кроме компании Focke-Wulf, выпустившей 747 экземпляров, также производился по лицензии на заводах других компаний (Bücker Flugzeugbau — 85 штук, AGO Flugzeugwerke — 121 штука и Siebel Flugzeugwerke — 515 штук).
Fw 44E
аналогично модификации C (двигатель Argus As 8). В 1934 выпущено около 20 штук.
Fw 44F
усовершенствованная модель D: установлены габаритные огни, посадочные фары и заднее колесо, доступ к багажному отсеку через клапан в фюзеляже, регулируемые сиденья.
Fw 44H
(1936) опытная машина с 6-цилиндровым рядным двигателем Hirth HM 501 (160 л. с. / 118 кВт). Единственный экземпляр (D-ETXA, заводской номер 67) совершил первый полёт лишь в 1941 году.
Fw 44J
последняя серийная модификация с двигателем Sh 14, предназначалась на экспорт;
Fw 44M
(1937) опытная машина с американским двигателем Menasco C4S Pirate (150 л. с. / 110 кВт);
Fw 44N
опытные машины с двигателем Bramo 325 (175 л. с. / 129 кВт): Fw 44 J (D-EHVA и D-ENGO, последний с капотом NACA). 10 декабря 1934 года испытывался в Рехлине, RLM выдало лицензию на эксплуатацию, но проект был закрыт так как ни Брамо, ни Фокке-Вульф не занимались дальнейшими работами двигателя.

## Тактико-технические характеристики
Источник данных: Flugzeug Typenbuch 1941

Технические характеристики
- Экипаж: 2
- Длина: 7,3 м
- Размах крыла: 9 м
- Высота: 2,7 м
- Площадь крыла: 20 м²
- Профиль крыла: NACA (и верхнее, и нижнее)[5]
- Масса пустого: 565 кг
- Максимальная взлётная масса: 870 кг
- Силовая установка: 1 × Bramo Sh 14A-4, звездообразный 7-цилиндровый
- Мощность двигателей: 1 × 148 л.с. (1 × 110 кВт)
- Воздушный винт: двухлопастный деревянный фиксированного шага Starrschraube
- Диаметр винта: 2,25 м

Лётные характеристики
- Максимальная скорость: 185 км/ч
- Крейсерская скорость: 172 км/ч
- Практическая дальность: 675 км
- Практический потолок: 3 900 м
- Скороподъёмность: 3,4 м/с
- Нагрузка на крыло: 43,5 кг/м2
- Тяговооружённость: 0,1268 кВт/кг

## Эксплуатанты

### Европа
Нацистская Германия
- Люфтваффе
- Deutsche Verkehrsfliegerschule
- Deutscher Luftsportverband

 Австрия
- ВВС Австрии

10 самолётов куплены в 1936 году, позже завод Hirtenberg произвел 40 Fw 44 J.
 Швеция
- ВВС Швеции — (Sk 12): 18 получено из Германии (включая 2 пробных P 2, доставленных в апреле 1935 года, № 801 и 802) и 57 изготовлено в Швеции на заводах компаний CFV и ASJA для замены DH.60 Moth и RK-26 Tigerschwalbe. Отправлены в авиашколу F5.;[6]

 Болгария
- Царские ВВС Болгарии (также лицензионный выпуск)

6 Fw 44 J поставлены в ноябре 1936 года, ещё 10 в мае 1939 года и 20 в феврале 1940 года.
 Чехословакия
- ВВС Чехословакии (послевоенные)

 Финляндия
- ВВС Финляндии: 30 машин закуплены в апреле 1940 года и ещё 5 в 1944 году. Бортовой код SZ.

 Норвегия
Доставка 10 заказанных Fw 44 J была намечена на апрель 1940 года.
 Королевство Венгрия
- ВВС Венгрии: 66 самолётов;

 Румыния
- ВВС Румынии

1 самолёт получен в 1937 году.
 Словацкая республика (1939—1945)
- ВВС Словакии

 Испания
- ВВС франкистской Испании

 Швейцария
- ВВС Швейцарии

Приземлившийся 23 апреля 1945 года в Дюбендорфе Fw 44F был интернирован, а затем использовался в ВВС до июня 1953 года.
 Польша
- ВВС Польши (послевоенные, 6 экземпляров: SP-AGR, SP-AGS, SP-AHZ, SP-AHY, SP-AIA, SP-AKF, использовались в аэроклубах).

 Югославия
- Военно-воздушные силы СФРЮ — послевоенные.

### Азия
Турция(1937?-1962)
8 Fw 44 J заказаны в 1939 году, капитан Штейн провёл инструктаж Сабихи Гёкчен, которая позже сама обучала турецких лётчиков пилотированию этого самолёта.
 Китайская Республика
- ВВС Китайской Республики

20 самолётов

### Америка
Аргентина
- ВВС Аргентины
- Авиация ВМС Аргентины

В январе 1937 года было заказано 15 FW 44KJ и заключен контракт на лицензионный выпуск 30 машин, позже расширенный до 60. Производился компанией FAdeA в 1937—1942 годах.
 Боливия
- ВВС Боливии — 1 самолёт получен в ноябре 1937 гогда[8]

 Бразилия
- ВВС Бразилии 1 самолёт куплен у Аргентины, позже на заводе Galeão развёрнут лицензионный выпуск[2].
- Авиация ВМС Бразилии

 Чили
- ВВС Чили — 15 самолётов получены в феврале 1938 года[9]

 Колумбия
- ВВС Колумбии